# Бызов, Алексей Петрович
Алексей Петрович Бызов (14 октября 1904 — 31 августа 1982) — начальник 1-го Главного управления МГБ СССР, генерал-майор (1945).

## Биография
Родился 14 октября 1904 года в селе Петровка Архангельской волости Ставропольского уезда Самарской губернии (ныне Чердаклинского района Ульяновской области) в русской семье землемера-таксатора. С сентября 1919 агент Симбирского городского жилищного отдела. С марта 1920 года — в органах военной цензуры. Одновременно учился, в 1920 году окончил Симбирскую гимназию, в 1921 году — школу 2-й ступени. Член РКП(б) с мая 1923, депутат ВС СССР III—V созывов.
В 1921—1923 уполномоченный Контрразведывательного, Секретного отдела Самарской губернской ЧК — губернского отдела ГПУ. В 1923—1928 уполномоченный Секретного отдела Саратовского губернского отдела ГПУ. Окончил 2 курса Саратовского государственного университета в 1928. В 1928—1932 уполномоченный, начальник Информационного отдела Астраханского окротдела ГПУ, начальник Отделения, помощник начальника Секретно-политического отдела Полномочного представительства ОГПУ по Нижне-Волжскому краю. В 1934—1937 помощник, заместитель начальника Секретно-политического отдела УГБ Управления НКВД по Сталинградскому краю, начальник Секретно-политического отдела УГБ Управления НКВД по Крымской АССР. С 1938 заместитель начальника Управления милиции НКВД Татарской АССР. 20 января 1939 был арестован по постановлению следственной части НКВД, обвинён по статьям 58-2 и 58-11 УК РСФСР, но 21 июля 1939 дело было прекращено.
Затем с сентября 1939 в Дорожном отделе ж.-д. милиции НКВД железной дороги им. В. В. Куйбышева. В 1942—1943 заместитель начальника Управления НКВД по Куйбышевской области. В 1943—1946 заместитель начальника Управления НКГБ по Куйбышевской области, начальник Управления НКГБ по Брянской области. В 1946—1951 министр государственной безопасности Казахской ССР. В 1951 начальник 1-го главного управления МГБ СССР. В 1951—1952 начальник 5-го управления МГБ СССР. В 1952—1953 начальник Управления МГБ по Ростовской области. В 1953—1954 министр внутренних дел Узбекской ССР. В 1954—1960 председатель КГБ при Совете министров Узбекской ССР. С 11 февраля 1960 в распоряжении Управления кадров КГБ.
С ноября 1960 до февраля 1963 года работал заведующим отделом по изучению структуры и работы госаппарата Комиссии советского контроля Совета министров Узбекской ССР, с апреля 1963 начальник секретариата Президиума Верховного Совета Узбекской ССР. С августа 1966 года на пенсии.
Проживал в Ульяновске. Похоронен на Северном кладбище Ульяновска.

### Звания
- 22.03.1936, капитан государственной безопасности;
- 10.05.1940, майор милиции;
- 05.08.1942, майор государственной безопасности;
- 14.02.1943, полковник государственной безопасности;
- 18.03.1944, комиссар государственной безопасности;
- 09.07.1945, генерал-майор.[7]

### Награды
Орден Ленина (12 мая 1945), 2 ордена Красного Знамени (3 ноября 1944, 24 ноября 1950), 2 ордена Трудового Красного Знамени (29 октября 1949), орден Красной Звезды (2 июля 1942), нагрудные знаки «Почётный работник ВЧК-ГПУ (XV)» (8 апреля 1934), «Почётный сотрудник госбезопасности» (23 декабря 1957), «50 лет пребывания в КПСС», 8 медалей.